# Paul Biensfeldt
Paul Biensfeldt (né le 4 mars 1869 à Berlin, mort le 2 avril 1933 dans la même ville) est un acteur allemand.

## Biographie
Paul Biensfeldt appartient pendant quarante ans à la vie du théâtre berlinois. Il se fait connaître en 1893 dans Jeunesse de Max Halbe (en) au Residenztheater. Il joue sous la direction d'Otto Brahm puis de Max Reinhardt au Deutsches Theater avec qui il reste vingt-cinq ans dans son ensemble.
Biensfeldt apparaît dans une centaine de films muets et parlants entre 1913 et 1933, avec des réalisateurs connus tels que Fritz Lang, Ernst Lubitsch, Friedrich Wilhelm Murnau, Paul Leni, Robert Wiene ou Joe May. Il tient le plus souvent des petits rôles comme ceux de valets, professeur de danse, agent de police ou noble.

## Filmographie sélective
- 1913 : Das schwarze Los
- 1915 : Die Konservenbraut, de Robert Wiene
- 1916 : Der Liebesbrief der Königin
- 1916 : Stein unter Steinen
- 1917 : Das fidele Gefängnis
- 1917 : Gräfin Küchenfee
- 1918 : Sein letzter Seitensprung
- 1918 : Die blaue Laterne
- 1918 : Der Sieger
- 1918 : Carmen, de Ernst Lubitsch
- 1918 : Meine Frau, die Filmschauspielerin
- 1918 : Veritas vincit
- 1919 : Tötet nicht mehr!
- 1919 : Passion, de Ernst Lubitsch
- 1919 : Les Araignées (Die Spinnen), de Fritz Lang
- 1919 : Prinz Kuckuck
- 1919 : Harakiri, de Fritz Lang
- 1920 : Le Bossu et la Danseuse (Der Bucklige und die Tänzerin), de Friedrich Wilhelm Murnau
- 1920 : Sumurun
- 1920 : Anne Boleyn (Anna Boleyn), de Ernst Lubitsch
- 1921 : L'Homme sans nom (de)
- 1921 : La Chatte des montagnes (Die Bergkatze), de Ernst Lubitsch
- 1921 : Les Trois Lumières (Der müde Tod), de Fritz Lang
- 1922 : Docteur Mabuse le joueur (Doktor Mabuse, der Spieler), de Fritz Lang
- 1922 : Der Graf von Charolais, de Karl Grune
- 1923 : Le Petit Napoléon (Der kleine Napoleon)
- 1923 : Tragödie der Liebe
- 1923 : Tout pour l'or (Alles für Geld) de Reinhold Schünzel
- 1924 : Le Cabinet des figures de cire (Das Wachsfigurenkabinett), de Paul Leni et Leo Birinsky
- 1925 : Ein Sommernachtstraum de Hans Neumann
- 1926 : Dagfin le skieur
- 1926 : Die Königin von Moulin Rouge de Robert Wiene
- 1926 : Le Fiacre n° 13 de Michael Curtiz
- 1927 : Svengali
- 1929 : Sprengbagger 1010
- 1930 : Hokuspokus, de Gustav Ucicky
- 1930 : Le Concert de flûte de Sans-Souci (Das Flötenkonzert von Sanssouci), de Gustav Ucicky
- 1930 : Le Roi du Danube (Donauwalzer) de Victor Janson
- 1931 : Die spanische Fliege de Georg Jacoby :
- 1933 : Sag mir, wer du bist

## Source de la traduction
- (de) Cet article est partiellement ou en totalité issu de l’article de Wikipédia en allemand intitulé « Paul Biensfeldt » (voir la liste des auteurs).